# Josip
 Ovo je glavno značenje pojma Josip. Za druga značenja pogledajte Josip (razdvojba).
Josip/a, uključujući razne inačice, drugo je najčešće osobno ime na svijetu (poslije Ivan/a). Prvi se put spominje u Starom zavjetu u Knjizi Postanka. Ime je preuzeto iz grčkog Ioseph što je uzeto iz hebrejskog Yosef. Hebrejsko Yosef je skraćenica od Yehosef = Bog je povećao. Sastoji se od riječi Yo' (yahveh, Bog) i yasaf (povećao, namnožio).
Ovo je ime među deset najčešćih u Hrvatskoj.

## Osobe
Religijski likovi
- Josip (praotac) po Bibliji (od njega i pleme Josip)
- Sveti Josip, po Bibliji, poočim Isusov

Monarsi
- Josip, portugalski kralj
- Josip I., car Svetog Rimskog Carstva
- Josip II., car Svetog Rimskog Carstva
- Joseph Bonaparte
- Joseph Alois Ratzinger, papa

Diktatori
- Josif Staljin
- Josip Broz Tito

Banovi
- Josip Jelačić
- Josip Šokčević

Ostali
- Joseph Goebbels
- Josef Mengele
- Josip Juraj Strossmayer
- Josip Flavije
- Josip Runjanin
- Josip Generalić
- Joseph Haydn
- Josip Marohnić
- Josip Slavenski
- Josip Pupačić
- Josip Kozarac
- Josip Račić
- Josip Kosor
- Josip Brekalo

## Inačice
- Josef, Jofisch ; Bebbo i Beppo (njemački)
- Bebbi od. Beppe (bajerski govor)
- Börp (u Aichfeldu)
- Giô-sép (vijetnamski)
- Gisep (retoromanski)
- Giuseppe, Beppe, Peppone (talijanski)
- Ġużeppi  (malteški)
- Hohepa (maorski)
- Հովսեփ (Hovsep') (armenski)
- იოსებ (Ioseb) (gruzijski)
- Iosephus, Josephus (latinski)
- Ιώσηπος (Iōsēpos), Ιωσήφ (Iōsēph) (grčki)
- Iosif (rumunjski)
- Иосиф (Iossif), Осип (Osip) (ruski)
- Joe, Joseph (engleski)
- Joosef (donjonjemački)
- Joosep (estonski)
- Jooseppi (finski)
- Joscha, Joschka (mađarski)
- José (portugalski)
- José, Pepe, Pepito  (španjolski)
- Joseba, Josepe  (baskijski)
- Josef (češki; i Pepík, Pepa)
- Josef, Joseph (njemački, nizozemski, francuski, engleski)
- Jósef (islandski)
- Joselinho (portugalski, kraće José)
- Joselito (španjolski, kraće José)
- Josep, Pep  (katalonski)
- Јосиф (Josif) (srpski)
- Josip, Josipa, Joško, Josko, Jozo, Jozip, Joza, Joža, Sibe, Sipe, Osib, Joke, Joko, Jole, Joskan, Bepo, Pepo, Pepe (hrvatski)
- Jožef, Jože, Jožko, Jošt  (slovenski)
- Jozèf (haićanski kreolski)
- Jozef (nizozemski, albanski, slovački, poljski)
- Jozefo (esperanto)
- József, Józsi, Józsika (mađarski)
- Juozapas, Juozas (litvanski)
- Jupp (nizozemski)
- Jüppes (rheinländski dijalekt)
- Jüppke (niederrheinski dijalekt)
- Jussuf, Yussuf, يوسف (Yousef) (arapski)
- Ossip
- Pepi, Pepa, Perperl (njemački)
- Pepe, Pepi, Pepč (slovenski)
- Sebi (alemannski dijalekt)
- Seppi (alemannski dijalekt)
- Sefer (švabski)
- Seffi (allemannski dijalekt)
- Seòsaidh (irski galski)
- Seosamh (irski)
- Sepp (alemannski, bavarski, dijalekti)
- Seppel (njemački dijalekti)
- Ujöp (ladinski)
- Xosé   (galski)
- יוֹסֵף (Yosef, Yôsēp̄) (hebrejski)
- Йосиф (Yosif) (bugarski)
- Йосип (Yosyp) (ukrajinski)
- Youssef

- Yue se

- Zé
- Zézinho
- Zéca
- Zécinha

(portugalske inačice)

### Inačice za osobe ženskog spola
- Giuseppina, Giusi (talijanski)

- Josefine, Josefa
- Josephine, Josepha

(njemačke inačice)
- Josipa, Jožica, Jozefa, Jozefina, Finka, Zefa, Jozica, Bepa, Bepina (hrvatski)
- Jožefina, Jožefa, Joža ; Pepa, Pepca (slovenski)